# Lorenzo Massa
Lorenzo Bartolomé Massa (c. Morón, Provincia de Buenos Aires, 11 de noviembre de 1882, Buenos Aires, 31 de octubre de 1949) fue uno de los fundadores principales del Club Atlético San Lorenzo de Almagro y de los Exploradores de Don Bosco.  

## Biografía

### Primeros años
Nació en Morón, su padre fue Lorenzo nacido en Nervi (Genova) y su madre Margarita Scanavino nacida en Sestri Levante (Genova). Sus hermanas fueron Ángela y Blanca, las cuales también fueron religiosas. El 13 de febrero de 1898 recibió la ordenación sacerdotal del padre José Vespignani. En 1900, Massa tuvo su primer trabajo como salesiano en la Escuela Agrícola Don Bosco de Uribelarrea hasta octubre de 1902. Luego continua en el Colegio Pío IX como maestro y asistente en teología. En 1908 es designado como encargado del Oratorio San Antonio, en la calle México 4050 en el barrio de Almagro de la Ciudad de Buenos Aires.

### Los Forzosos de Almagro (San Lorenzo)
Durante el año 1908, Massa conoce a un grupo de muchachos del barrio que se autodenominaban Los forzosos de almagro liderados por un joven llamado Federico Monti. Este nombre define la virtud de la fuerza en el juego del fútbol. Frente a los inconvenientes de jugar en la calle, el sacerdote les ofrece jugar dentro del Oratorio de San Antonio. Este acontecimiento sería la etapa previa de la fundación del Club Atlético San Lorenzo de Almagro.

### La película
La película El cura Lorenzo de 1954 protagonizada por el actor Ángel Magaña, recrea libremente la historia del sacerdote en la fundación de este Club.

### Muerte
La mañana del 31 de octubre de 1949, Lorenzo Massa no abrió la puerta de su cuarto, el encargado de limpieza fue quien la abrió y encontró a Massa muerto en su cama, a los 66 años. El 31 de octubre del 2008 se depositaron sus restos en el mausoleo construido en su honor emplazado en el Oratorio San Antonio, en la calle México 4050.

## Obras
Fue fundador (por encargo del padre Superior José Vespignani) en 1915, de los Exploradores de Don Bosco en la Argentina. El Padre Lorenzo Massa en 1916 llega a Tucumán donde funda la primera obra salesiana en dicha provincia, a través de un Taller de Artes y Oficios luego denominado Colegio Salesiano General Belgrano. Participa activamente de la fundación de otras casas salesianas, una de las cuales actualmente lleva su nombre Instituto Técnico Salesiano Lorenzo Massa.